# Zandberg (Schinnen)
De Zandberg is een heuvel in het noordelijk deel van het Heuvelland in de Nederlandse provincie Limburg, gelegen ten westen van Schinnen en ten zuiden van Puth. De heuvel heeft een hoogte van 92 meter boven NAP en maakt deel uit van het Plateau van Doenrade. Het is eigenlijk een oud rivierterras dat ontstaan is door de erosie van het omliggende gebied door de rivier de Maas die hier 10.000 jaar geleden stroomde. Tegenwoordig stroomt onder aan de helling de Geleenbeek. Aan de andere kant van de heuvel stijgt het plateau verder naar een hoger terras: de Putherberg.

## Geografie en topografie
De Zandberg ligt aan de westelijke rand van Schinnen, vlak ten noorden van de buurtschap Heisterbrug. De relatief kleine heuvel vormt een deel van de noordelijke dalwand van het Geleenbeekdal, op het punt waar deze doorsneden wordt door het Kakkertdal. Daardoor steekt hij uit boven beide beekdalen. De topografische prominentie bedraagt circa 30 meter. De helling wordt begroeid door restanten hellingbos, die de landbouwgronden op de top omzomen.

## Wielrennen
De helling van de Zandberg wordt beklommen door een gelijknamige weg die populair is in de wielersport. Het is een matig steile helling met een gemiddelde hellingsgraad van 7,8 %. De laatste 100 meter zijn het steilst met een gemiddelde hellingsgraad van 13 % met een piek van 20 %. Autoverkeer is op dit deel niet toegestaan.
De voet van de helling bevindt zich op een kruispunt in de buurtschap Heisterbrug op een hoogte van 64 meter boven NAP. De top ligt bij een wegkruis op 92 meter boven NAP. Halverwege de beklimming staat een 17e-eeuws – tot rijksmonument verklaard – vakwerkhuis.

## Fotogalerij

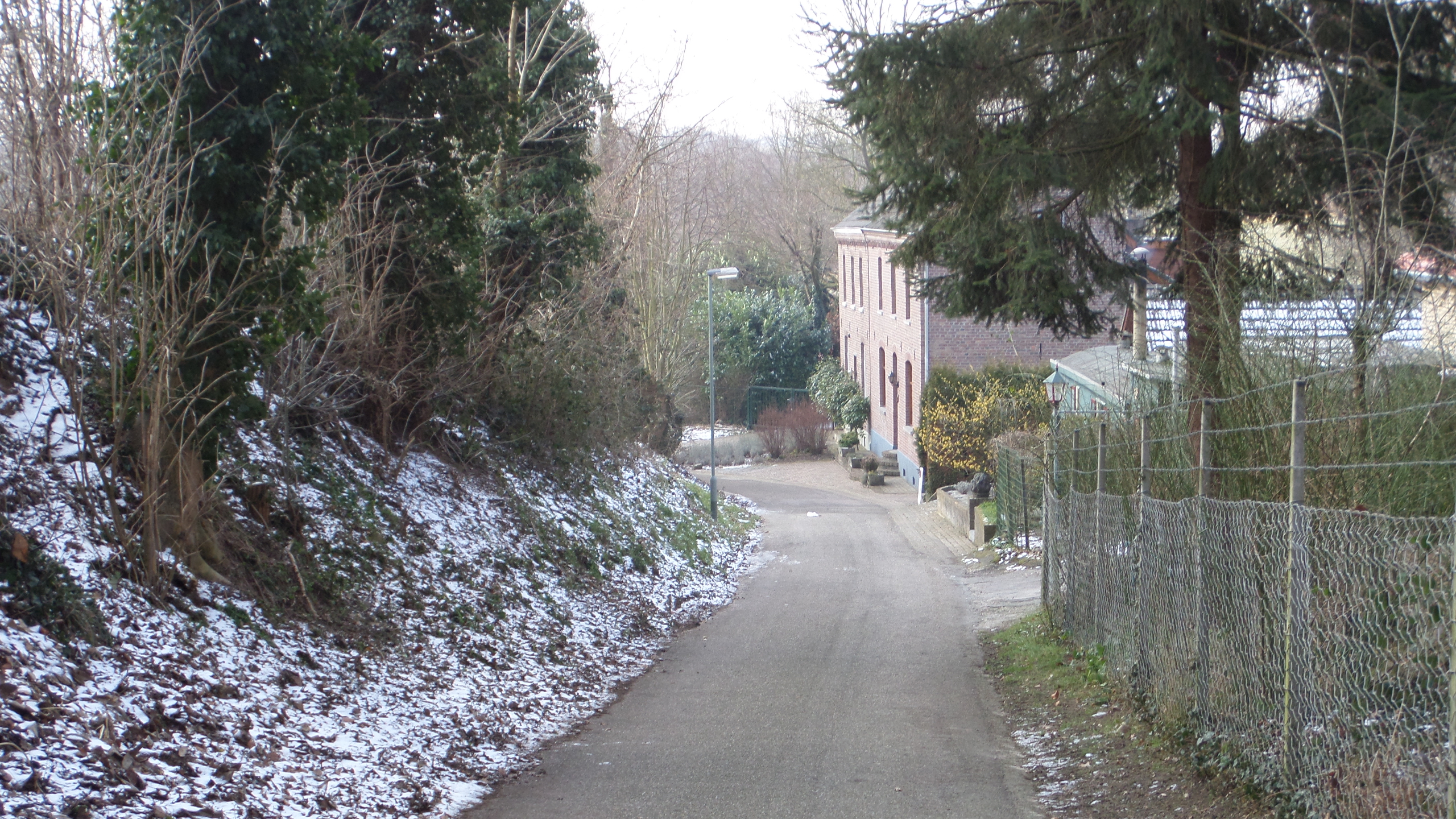
Heuvelafwaarts gezien
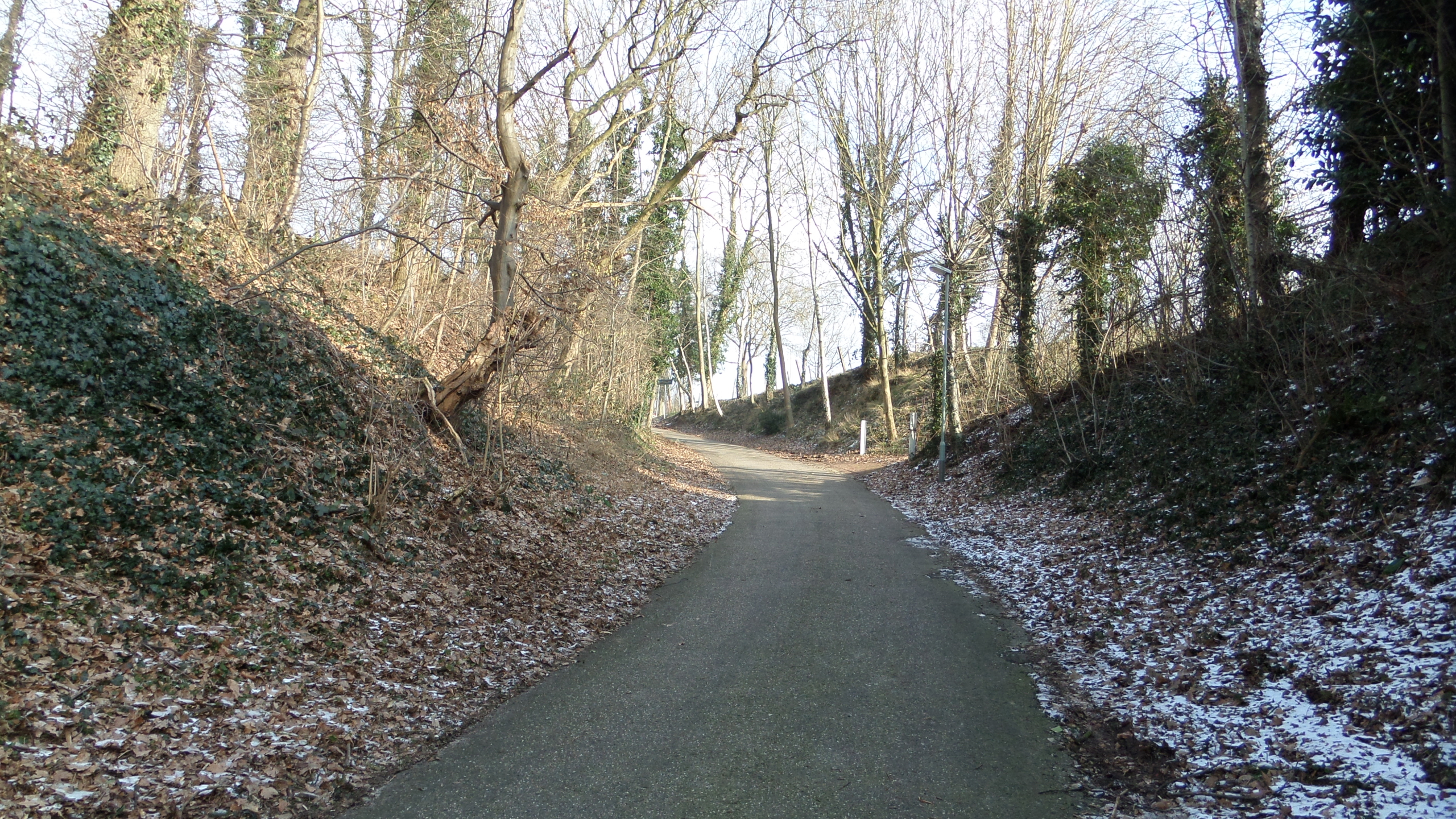
Heuvelopwaarts gezien
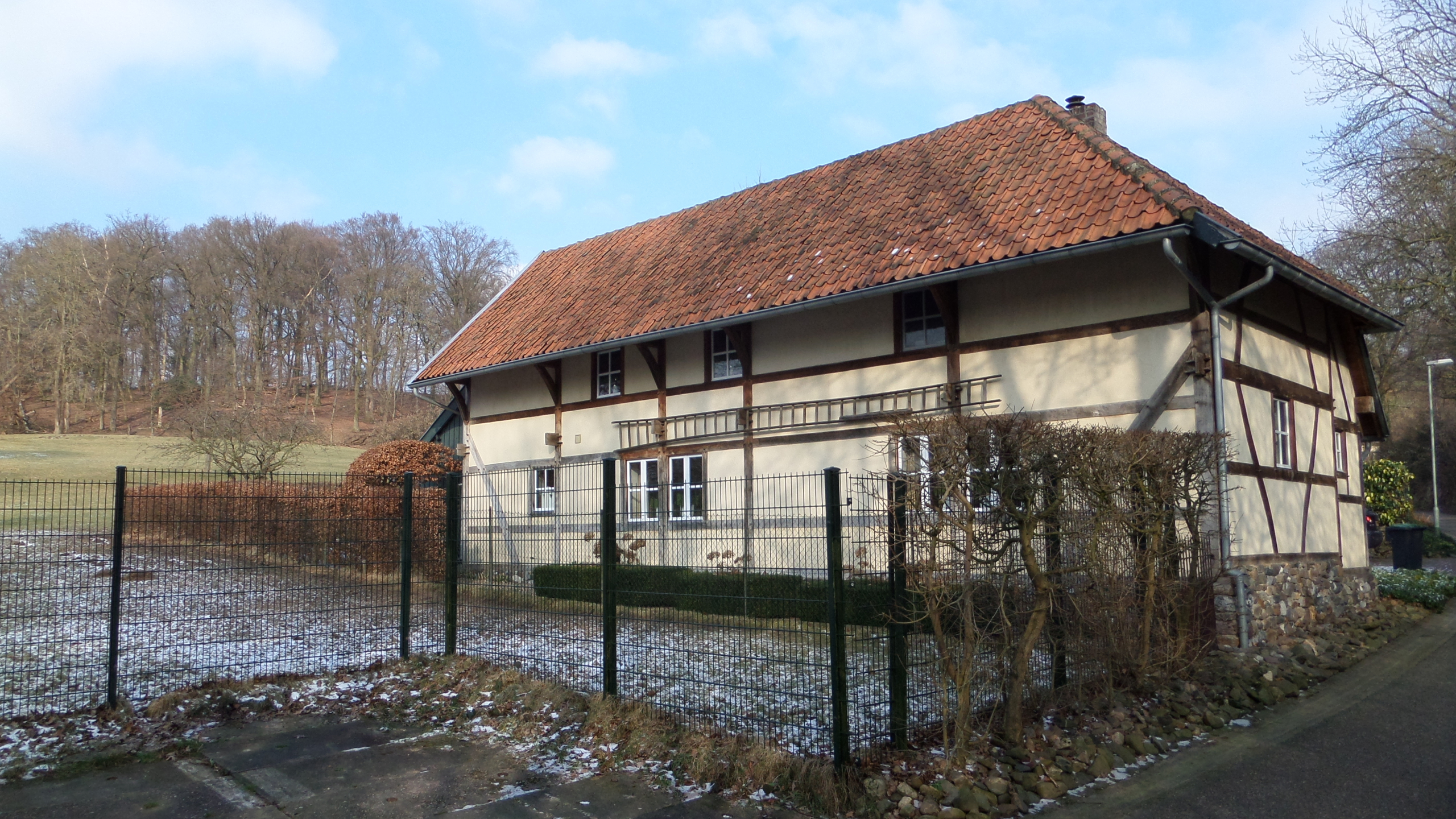
Vakwerkhuis halverwege de beklimming